# Fuad Abdurahmanov
Fuad Abdurahmanov (em azeri:  Fuad Həsən oğlu Əbdürəhmanov; Nukha, Azerbaijão, Império Russo, 11 de maio de 1915-Baku, RSS do Azerbaijão, União Soviética, 15 de junho de 1971) foi um escultor e pintor azeri da era soviética.

## Biografia
Fuad Abdurahmanov nasceu em 11 de maio de 1915, em Nukha (Sheki), em Azerbaijão. Ele nasceu na família de Hasan Jafar oglu Abdurahmanov, um funcionário civil local durante a era czarista.
Estudante do Escola Estadual de Belas Artes do Azerbaijão de 1929 a 1932. Estudante de Ilya Repin e M. G. Manizer em Leningrado de 1935 a 1939 (pintura, escultura e arquitetura). Ele começou a expor em 1934.
De 1942 a 1948, foi professor na Escola de Artes do Azerbaijão.
Suas obras foram expostas na Índia, Japão, Bulgária e Iugoslávia.

## Trabalhos
- Monumento a Nezami Ganjavi (bronze) em Ganja, 1946.
- Monumento a Nezami Ganjavi em Baku, 1949.
- Estátua de "Ruído" (bronze) na Galeria Tretyakov em Moscou, 1950.
- Monumento busto de Khorloogiin Choibalsan (mármore) em Sühbaatar, 1954.
- Busto de Lenin (mármore) no Museu do Azerbaijão em Baku, 1955.
- Monumento a Lenin em Omsk, 1957.
- Monumento a Lenin em Alma-Ata, 1957.
- Estátua da Libertação em Baku, 1960.
- Monumento ao escritor Samad Vurgun em Baku, 1961.
- Monumento ao poeta Rudaki em Dushanbe, 1964.

- John Milner, A Dictionary of Russian and Soviet Artists, 1420 - 1970. Woodbridge, Suffolk; Antique Collectors' Club, 1993.
- Enciclopedia Sovetskaya Bolshaya (Большая Советская Энциклопедия) — 3 ª edição -издание.  - T. 1.
- Enciclopédia Soviética da Ucrânia (em russo:  Украинская советская энциклопедия.) — 2 ª edição. видання-  T. 1.  - K., 1977.  - S. 9.
- Najafov M., Abdurahmanov Fouad (em russo:  Наджафов М.,  Фуад Абдурахманов.) — Moscú, 1955.
- Novruzova D., Abdurahmanov Fouad (em russo:  Новрузова Д., Фуад Абдурахманов.) — Baku, 2004.